# ラフダン・ダバーダライ
ラフダン・ダバーダライ（Ravdangiin Davaadalai、モンゴル語：Равдангийн Даваадалай、1954年3月20日 - ）はモンゴルのホブド県出身の柔道選手。階級は71kg級。身長171cm。

## 人物
1980年に行われたモスクワオリンピックの男子71kg級で銅メダルを獲得した。1981年の世界選手権78kg級では5位になった。1984年のロサンゼルスオリンピックにはモンゴルがボイコットしたために出場できなかった。

## 主な戦績
- 1980年 - モスクワオリンピック　3位　71kg
- 1981年 - 世界選手権　5位　78kg
- 1985年 - チェコ国際　3位　71kg